# Antonio Noria Villegas
Antonio Noria Villegas (Sevilla, 23 de gener de 1971) és un exfutbolista andalús, que ocupava la posició de migcampista.

## Trajectòria
Sorgeix del planter del Reial Betis, amb qui debuta a primera divisió a la campanya 90/91. No té, però, continuïtat a l'equip verd-i-blanc, i prossegueix la seua carrera sobretot en la Segona Divisió B, especialment els clubs andalusos.

### Equips
Temporada/Equip
- 90/92 Real Betis B
- 90/91 Reial Betis
- 92/93 CD Mensajero
- 93/95 Écija Balompié
- 95/96 Coria
- 95/98 Cadis CF
- 98/03 Coria